# Ronde van Frankrijk
De Ronde van Frankrijk (Frans: Tour de France [ˌtuʀdəˈfʀɑ̃ːs], ook wel de Tour genoemd) is een meerdaagse wielerwedstrijd die hoofdzakelijk door Frankrijk voert. Samen met de rondes van Italië (Giro) en Spanje (Vuelta) is het een van de drie Grote Rondes.
De Tour de France is ontstaan in 1903 en werd destijds georganiseerd door Henri Desgrange, hoofdredacteur van het tijdschrift L'Auto. Zijn jonge medewerker, journalist Georges Lefèvre, die tevens de Tourdirecteur van de eerste editie was, werd geïnspireerd door de individuele poging in 1895 van wielrenner Jean Marie Corre. Corre introduceerde in 1895 een fiets van aluminium en testte deze in zijn eentje over alle bekende parcoursen in Frankrijk. Hieruit ontstond in 1903 het idee om deze tijdritten jaarlijks te laten herleven. De Tour is sindsdien uitgegroeid tot de belangrijkste en eervolste wielerwedstrijd van het jaar.
De renners met de meeste eindoverwinningen zijn de Fransen Jacques Anquetil en Bernard Hinault, de Belg Eddy Merckx en de Spanjaard Miguel Indurain, die elk vijfmaal de Tour wonnen. De Amerikaan Lance Armstrong moest zijn zeven Touroverwinningen van 1999 tot 2005 inleveren vanwege het gebruik van doping. Voor deze edities werden geen nieuwe winnaars aangewezen.

## Geschiedenis

### Ontstaan
Begin 20ste eeuw heeft Frankrijk twee toonaangevende sportkranten, L'Auto-Vélo en Le Vélo. Le Vélo, de sponsor van de wielerklassieker Bordeaux-Parijs, is veruit de best verkopende krant; de oplage bedraagt 80.000 tegenover 20.000 voor L'Auto-Vélo. Henri Desgrange, hoofdredacteur van L'Auto-Vélo en eerste werelduurrecordhouder, wil hier iets aan doen en samen met Géo Lefèvre komt hij op het idee om een ronde van Frankrijk voor wielrenners te organiseren.
Op 16 januari 1903 verliest Desgrange een belangrijk proces tegen zijn concurrent Griffard van Le Vélo. Desgrange moet de naam Vélo uit de titel van zijn krant schrappen. Haat welt op. Desgrange blijft echter niet bij de pakken neerzitten en drie dagen later, op 19 januari, wordt de eerste ronde van Frankrijk aan de pers voorgesteld. Dit voorstel werd echter niet meteen enthousiast onthaald en men vreesde dat de Tour er nooit zou komen. Een week voor het sluiten van de inschrijvingen hebben slechts 15 renners zich ingeschreven. Dat was op 6 mei. De eerste Tour zou beginnen op 1 juni en duren tot 5 juli. Noodgedwongen moest Desgrange dus al een paar toegevingen doen. De eerste Tour zou pas op 1 juli beginnen en het startgeld werd gehalveerd. Uiteindelijk schreven 108 renners zich in, en 60 daarvan verschenen ook daadwerkelijk aan de startlijn op 1 juli.
Op 1 juli 1903 worden de zestig renners dan in gang geschoten voor de eerste Tour. Deze bestond uit zes ritten. Om na te gaan of de renners het voorziene parcours afleggen, zijn onderweg controleposten geïnstalleerd. Daar moeten de renners hun naam roepen naar de commissarissen of afstappen en een handtekening plaatsen. De controleurs haasten zich dan naar het volgende controlepunt. De Fransman Maurice Garin wint met een voorsprong van bijna drie uur op de nummer twee, al is het gezien de perikelen in de Tour van het daaropvolgende jaar wel de vraag of hij daadwerkelijk de hele ronde op de fiets heeft volbracht. Uiteindelijk rijden van de 60 slechts 21 renners de wedstrijd uit.
| 2025                                  | 112 | Tadej Pogačar                     |
| 2024                                  | 111 | Tadej Pogačar                     |
| 2023                                  | 110 | Jonas Vingegaard                  |
| 2022                                  | 109 | Jonas Vingegaard                  |
| 2021                                  | 108 | Tadej Pogačar                     |
| 2020                                  | 107 | Tadej Pogačar                     |
| 2019                                  | 106 | Egan Bernal                       |
| 2018                                  | 105 | Geraint Thomas                    |
| 2017                                  | 104 | Chris Froome                      |
| 2016                                  | 103 | Chris Froome                      |
| 2015                                  | 102 | Chris Froome                      |
| 2014                                  | 101 | Vincenzo Nibali                   |
| 2013                                  | 100 | Chris Froome                      |
| 2012                                  | 99  | Bradley Wiggins                   |
| 2011                                  | 98  | Cadel Evans                       |
| 2010                                  | 97  | Andy Schleck                      |
| 2009                                  | 96  | Alberto Contador                  |
| 2008                                  | 95  | Carlos Sastre                     |
| 2007                                  | 94  | Alberto Contador                  |
| 2006                                  | 93  | Óscar Pereiro                     |
| 2005                                  | 92  | Lance Armstrong gediskwalificeerd |
| 2004                                  | 91  | Lance Armstrong gediskwalificeerd |
| 2003                                  | 90  | Lance Armstrong gediskwalificeerd |
| 2002                                  | 89  | Lance Armstrong gediskwalificeerd |
| 2001                                  | 88  | Lance Armstrong gediskwalificeerd |
| 2000                                  | 87  | Lance Armstrong gediskwalificeerd |
| 1999                                  | 86  | Lance Armstrong gediskwalificeerd |
| 1998                                  | 85  | Marco Pantani                     |
| 1997                                  | 84  | Jan Ullrich                       |
| 1996                                  | 83  | Bjarne Riis                       |
| 1995                                  | 82  | Miguel Indurain                   |
| 1994                                  | 81  | Miguel Indurain                   |
| 1993                                  | 80  | Miguel Indurain                   |
| 1992                                  | 79  | Miguel Indurain                   |
| 1991                                  | 78  | Miguel Indurain                   |
| 1990                                  | 77  | Greg LeMond                       |
| 1989                                  | 76  | Greg LeMond                       |
| 1988                                  | 75  | Pedro Delgado                     |
| 1987                                  | 74  | Stephen Roche                     |
| 1986                                  | 73  | Greg LeMond                       |
| 1985                                  | 72  | Bernard Hinault                   |
| 1984                                  | 71  | Laurent Fignon                    |
| 1983                                  | 70  | Laurent Fignon                    |
| 1982                                  | 69  | Bernard Hinault                   |
| 1981                                  | 68  | Bernard Hinault                   |
| 1980                                  | 67  | Joop Zoetemelk                    |
| 1979                                  | 66  | Bernard Hinault                   |
| 1978                                  | 65  | Bernard Hinault                   |
| 1977                                  | 64  | Bernard Thévenet                  |
| 1976                                  | 63  | Lucien Van Impe                   |
| 1975                                  | 62  | Bernard Thévenet                  |
| 1974                                  | 61  | Eddy Merckx                       |
| 1973                                  | 60  | Luis Ocaña                        |
| 1972                                  | 59  | Eddy Merckx                       |
| 1971                                  | 58  | Eddy Merckx                       |
| 1970                                  | 57  | Eddy Merckx                       |
| 1969                                  | 56  | Eddy Merckx                       |
| 1968                                  | 55  | Jan Janssen                       |
| 1967                                  | 54  | Roger Pingeon                     |
| 1966                                  | 53  | Lucien Aimar                      |
| 1965                                  | 52  | Felice Gimondi                    |
| 1964                                  | 51  | Jacques Anquetil                  |
| 1963                                  | 50  | Jacques Anquetil                  |
| 1962                                  | 49  | Jacques Anquetil                  |
| 1961                                  | 48  | Jacques Anquetil                  |
| 1960                                  | 47  | Gastone Nencini                   |
| 1959                                  | 46  | Federico Bahamontes               |
| 1958                                  | 45  | Charly Gaul                       |
| 1957                                  | 44  | Jacques Anquetil                  |
| 1956                                  | 43  | Roger Walkowiak                   |
| 1955                                  | 42  | Louison Bobet                     |
| 1954                                  | 41  | Louison Bobet                     |
| 1953                                  | 40  | Louison Bobet                     |
| 1952                                  | 39  | Fausto Coppi                      |
| 1951                                  | 38  | Hugo Koblet                       |
| 1950                                  | 37  | Ferdy Kübler                      |
| 1949                                  | 36  | Fausto Coppi                      |
| 1948                                  | 35  | Gino Bartali                      |
| 1947                                  | 34  | Jean Robic                        |
| Geen koers wegens Tweede Wereldoorlog |     |                                   |
| 1939                                  | 33  | Sylvère Maes                      |
| 1938                                  | 32  | Gino Bartali                      |
| 1937                                  | 31  | Roger Lapébie                     |
| 1936                                  | 30  | Sylvère Maes                      |
| 1935                                  | 29  | Romain Maes                       |
| 1934                                  | 28  | Antonin Magne                     |
| 1933                                  | 27  | Georges Speicher                  |
| 1932                                  | 26  | André Leducq                      |
| 1931                                  | 25  | Antonin Magne                     |
| 1930                                  | 24  | André Leducq                      |
| 1929                                  | 23  | Maurice De Waele                  |
| 1928                                  | 22  | Nicolas Frantz                    |
| 1927                                  | 21  | Nicolas Frantz                    |
| 1926                                  | 20  | Lucien Buysse                     |
| 1925                                  | 19  | Ottavio Bottecchia                |
| 1924                                  | 18  | Ottavio Bottecchia                |
| 1923                                  | 17  | Henri Pélissier                   |
| 1922                                  | 16  | Firmin Lambot                     |
| 1921                                  | 15  | Léon Scieur                       |
| 1920                                  | 14  | Philippe Thys                     |
| 1919                                  | 13  | Firmin Lambot                     |
| Geen koers wegens Eerste Wereldoorlog |     |                                   |
| 1914                                  | 12  | Philippe Thys                     |
| 1913                                  | 11  | Philippe Thys                     |
| 1912                                  | 10  | Odiel Defraeye                    |
| 1911                                  | 9   | Gustave Garrigou                  |
| 1910                                  | 8   | Octave Lapize                     |
| 1909                                  | 7   | François Faber                    |
| 1908                                  | 6   | Lucien Petit-Breton               |
| 1907                                  | 5   | Lucien Petit-Breton               |
| 1906                                  | 4   | René Pottier                      |
| 1905                                  | 3   | Louis Trousselier                 |
| 1904                                  | 2   | Henri Cornet                      |
| 1903                                  | 1   | Maurice Garin                     |

Na de eerste Tour had Desgrange gezien dat het goed was geweest en dus laat hij een jaar later een tweelingzusje op papier tekenen. Zelfde aantal ritten, zelfde aankomstplaatsen en zelfde favorieten. Het enige verschil was dat in 1903 renners zich konden inschrijven voor een of meer ritten, dit jaar mochten er geen renners bij komen. Op weg dus, maar al gauw duiken er een paar probleempjes op. Nogal wat mensen die langs het parcours wonen protesteren en werpen barricades op omdat ze vinden dat de doortocht van de karavaan hun nachtrust verstoort. In die tijd werd er ook nog 's nachts gekoerst. Op de Col de la République, de eerste berg in de Tour, begint het pas echt uit de hand te lopen. Supporters van de ontsnapte Faure grijpen de achtervolgende Garin bij de kraag en roepen: "Weg met Garin, sla hem dood". Maar de in Italië geboren Fransman is niet bang. "Ik ga door tot Parijs en zal winnen, tenzij ik vermoord word". In Lunel liggen de straten vol met glasscherven en in Nîmes komt het tot vechtpartijen waarbij renners getrakteerd worden op stokslagen van betogers. Op den duur heeft niemand nog zicht op het wedstrijdverloop, wat sommigen aanzet tot valsspelerij zoals later zou blijken. Maar de Tour gaat door. Acouturier wint vier van de zes ritten, maar was na een val in de eerste rit al uitgeschakeld voor het eindklassement. De strijd voor het eindklassement wordt herleid tot een duel Garin-Pothier. Na de voorlaatste rit leidt Garin met 28 seconden voorsprong. Maar dan begint het spel pas echt. Een hevig onweer maakt de slotrit in het Parc des Princes onmogelijk. Daags na de laatste rit besluit Desgrange dat de tweede editie van de Tour ook meteen de laatste is geweest. De vele incidenten onderweg hadden hem totaal ontmoedigd. Ondertussen begint de Union Vélocipédique de France met onderzoekswerk naar de gebeurtenissen tijdens de afgelopen Tour. De resultaten worden vrijgegeven op 30 november en doen de bom helemaal barsten. De eerste vier van het eindklassement worden uiteindelijk gediskwalificeerd. Ze hebben zich onderweg schuldig gemaakt aan ontelbare overtredingen: hier en daar de trein genomen, binnenwegen genomen, zich laten voorttrekken, ... Resultaten: Pothier wordt levenslang geschorst, Garin mag twee jaar niet meer koersen en de vijfde, Henri Cornet, wordt uiteindelijk tot eindwinnaar uitgeroepen. Organisator Desgrange vecht terug: "De Grote kruistocht van de wielersport mag niet eindigen met zo'n valse noot."
Het jaar daarop komt Desgrange toch met een nieuwe Tour op de proppen. Nieuwigheden: In plaats van zes zijn er nu elf ritten en met de Ballon d'Alsace en de Col Bayard worden de Vogezen en de Alpen aangedaan. Nog een jaar later komt Desgrange weer met een nieuwigheidje. De laatste kilometer van een rit wordt voortaan aangegeven met een vod in de vorm van een rode driehoek. In 1910 komt Alphonse Steinès, een journalist van L'Auto, bij Desgrange aankloppen. De man had de Col du Tourmalet ontdekt. Hij was bij de verkenning bijna zelf omgekomen tijdens een sneeuwstorm, het wegdek was een ware verschrikking en er werden weleens beren op de flanken van de Tourmalet gesignaleerd, maar Desgrange had er wel oren naar. Dus trok het peloton in 1910 voor het eerst de Pyreneeën in. Er stonden twee Pyreneeënritten op het programma. De eerste naar Luchon over de Col de Portet-d'Aspet werd gewonnen door Octave Lapize. De tweede, van Luchon naar Bayonne met onder meer de beklimmingen van de Peyresourde, de Aspin, de Tourmalet en de Aubisque, werd gewonnen door, opnieuw, Lapize. De renners waren echter niet te spreken over deze nieuwe beproevingen. Ze scholden Desgrange uit voor moordenaar en al wat niet mooi is. Hoewel er geen renners tijdens de Pyreneeënritten worden opgegeten door beren, valt er toch een dode. De totaal onbekende Adolphe Hélière krijgt, tijdens een zwempartijtje in zee op de rustdag in Nice, een hartaanval en verdrinkt. In 1911 gaat Desgrange het nog hoger zoeken, want dan staat er een Alpenrit over de Télégraphe en de Galibier op het programma. Een jaar later wint voor het eerst een Belg de Tour de France, Odiel Defraeye uit Rumbeke.

### Interbellum
"Wij willen de leider zien. Het peloton zoeft voorbij en we hebben de leider niet eens kunnen herkennen" morden de Franse journalisten in 1919. Desgrange dacht na en kwam uiteindelijk met een gele trui op de proppen. Waarom geel? Simpel: de organiserende krant, L'Auto, werd op geel papier gedrukt. Op 19 juli 1919 wordt Eugène Christophe de allereerste geletruidrager.
De Tour groeit verder en wordt de grootste wielerwedstrijd ter wereld. Dit zorgt ervoor dat L'Auto in 1923 daags na de slotrit één miljoen kranten verkoopt. De Tour is een begrip en iedereen wil er alles over lezen. In 1930 komt Desgrange weer met iets nieuw op de proppen. Hij voert de landenploegen en het ploegenklassement in. De eerste publiciteitskaravaan wordt op poten gezet en voor het eerst wordt er een rit rechtstreeks op de radio uitgezonden. Nog een paar jaar later wordt het bergklassement ingevoerd, de eerste winnaar ervan is Vicente Trueba. De tijd gaat verder en voor het eerst wordt er een tijdrit georganiseerd (1934), de Spanjaard Francisco Cepeda komt als eerste renner aan zijn einde (1935), Theo Middelkamp wint als eerste Nederlander een Tourrit (1936), derailleurs (versnellingsapparaten) worden toegelaten (1937), Desgrange zoekt het nog steeds hogerop met de Col de l'Iséran, de op dat moment (1938) hoogst berijdbare berg in Europa, en voor het eerst staat er ook een klimtijdrit op het programma (1939).

### Na de Tweede Wereldoorlog
In 1940 overleed Henri Desgrange, stichter van de Ronde van Frankrijk. Dan breekt de oorlog uit en na de oorlog hebben de Franse sportkrant L'Équipe en de Parijse stadskrant Le Parisien Libéré  L'Auto vervangen. In 1948 vindt dan een revolutionaire wending plaats: voor het eerst wordt er een Tourrit, de slotetappe naar Parijs, rechtstreeks uitgezonden op tv. In 1949 wordt er een monument geplaatst, boven op de Galibier, ter ere van Desgrange. In 1951 wordt voor het eerst niet vanuit Parijs vertrokken, maar fungeert Metz als startplaats. Vanaf 1950 worden er cols (bergpassen) beklommen maar in 1952 is het de eerste keer dat er een etappe boven op een col aankomt, op de mythische Alpe d'Huez. De rit vertrok vanuit Lausanne en de Italiaan Fausto Coppi won. De aankomst lag niet helemaal boven, maar in het dorpje Huez, ongeveer op de helft van de klim die nu tot helemaal boven wordt gereden. Nadien werd er in die Tour nog tweemaal boven op een top gefinisht, op Sestriere en op de Puy de Dôme. Deze beide ritten werden ook door Coppi gewonnen.
Bij het 50-jarig bestaan in 1953 wordt het puntenklassement ingevoerd. De leider van dit klassement krijgt een groene trui. De kleur is te danken aan de eerste sponsor, een fabrikant van grasmachines. Een jaar later laat men de Tour voor het eerst buiten Frankrijk vertrekken, namelijk in Amsterdam. Ook in de daaropvolgende jaren en decennia, zal de Tour nog regelmatig in het buitenland van start gaan.
In 1957 debuteert de Fransman Jacques Anquetil in de Tour en wint meteen. De Fransman is een begenadigd tijdrijder en wordt "Monsieur Chrono" genoemd. Hij zal de eerste zijn die vijfmaal de Tour wint. In 1958 is er voor het eerst een aankomst op de Mont Ventoux. Vanaf 1962 wordt er gereden met merkenploegen, op een korte terugkeer naar landenploegen na in 1967 en 1968. In 1967 sterft Tom Simpson tijdens de beklimming van de Mont Ventoux na het gebruik van amfetaminen. Gecombineerd met de hitte, de zware beklimming en maagproblemen wordt dit hem fataal. In 1968 wordt de aankomst van de slotrit voor het eerst op de wielerbaan van Vincennes gehouden, voorheen werd er altijd aangekomen in het Parc des Princes. Jan Janssen wint als eerste Nederlander de Tour door in de laatste rit het geel af te nemen van de Belg Herman Vanspringel (1968).
Vijf jaar na de laatste zege van Anquetil begint een nieuw hoofdstuk, dat van Eddy Merckx. De Belg slaagt er net als Anquetil in om de Tour vijfmaal te winnen. Eddy Merckx, bijgenaamd 'De kannibaal', wilde altijd en overal winnen en regeerde het peloton. Hij behaalde 34 ritoverwinningen en droeg 96 dagen de gele trui. Uiteindelijk werd het rijk van Merckx ten einde gebracht in 1975. Tijdens de rit naar Pra Loup stortte hij in en de Fransman Bernard Thévenet won de Tour die voor het eerst aankwam op de Champs Elysées. De volgende die erin slaagde de Tour vijfmaal te winnen was Bernard Hinault, bijgenaamd 'Le Blaireau' (de das). Hinault leek sterk op zijn voorganger Merckx, want ook hij werd in het peloton beschouwd als de patron. Ook Hinault slaagde er niet in de Tour een zesde maal te winnen.
In 1986 moest hij de overwinning laten aan zijn jonge Amerikaanse ploegmaat Greg LeMond. Diezelfde LeMond won in 1989 de Tour met het kleinste verschil ooit, door in een tijdrit van Versailles naar de Champs Elysées op een fiets met triatlonstuur 58 seconden goed te maken op geletruidrager Laurent Fignon en met amper 8 seconden verschil te winnen. Ondertussen wonnen de Nederlanders ritzeges bij de vleet op l'Alpe D'Huez en wonnen de Belgen de ene na de andere groene trui. Voor beide landen waren de jaren tussen eind jaren zestig en eind jaren tachtig gouden jaren.
De volgende in het rijtje van vijfvoudige Tourwinnaars is de Bask Miguel Indurain. De "Sfinx van Pamplona" regeerde in het begin van de jaren negentig. Zijn tactiek was niet mooi, maar wel efficiënt. Hij overklaste de tegenstand in de tijdritten en bleef bij in de cols. Tijdens zijn laatste overwinning op Franse wegen (1995) kwam de Italiaan Fabio Casartelli lelijk ten val tijdens de afdaling van de Portet D'Aspet. De 24-jarige olympisch kampioen van Barcelona 1992 overlijdt aan zijn hersenletsel en is tot op heden de laatste renner die tijdens de Tour gestorven is.

### Dopingperikelen

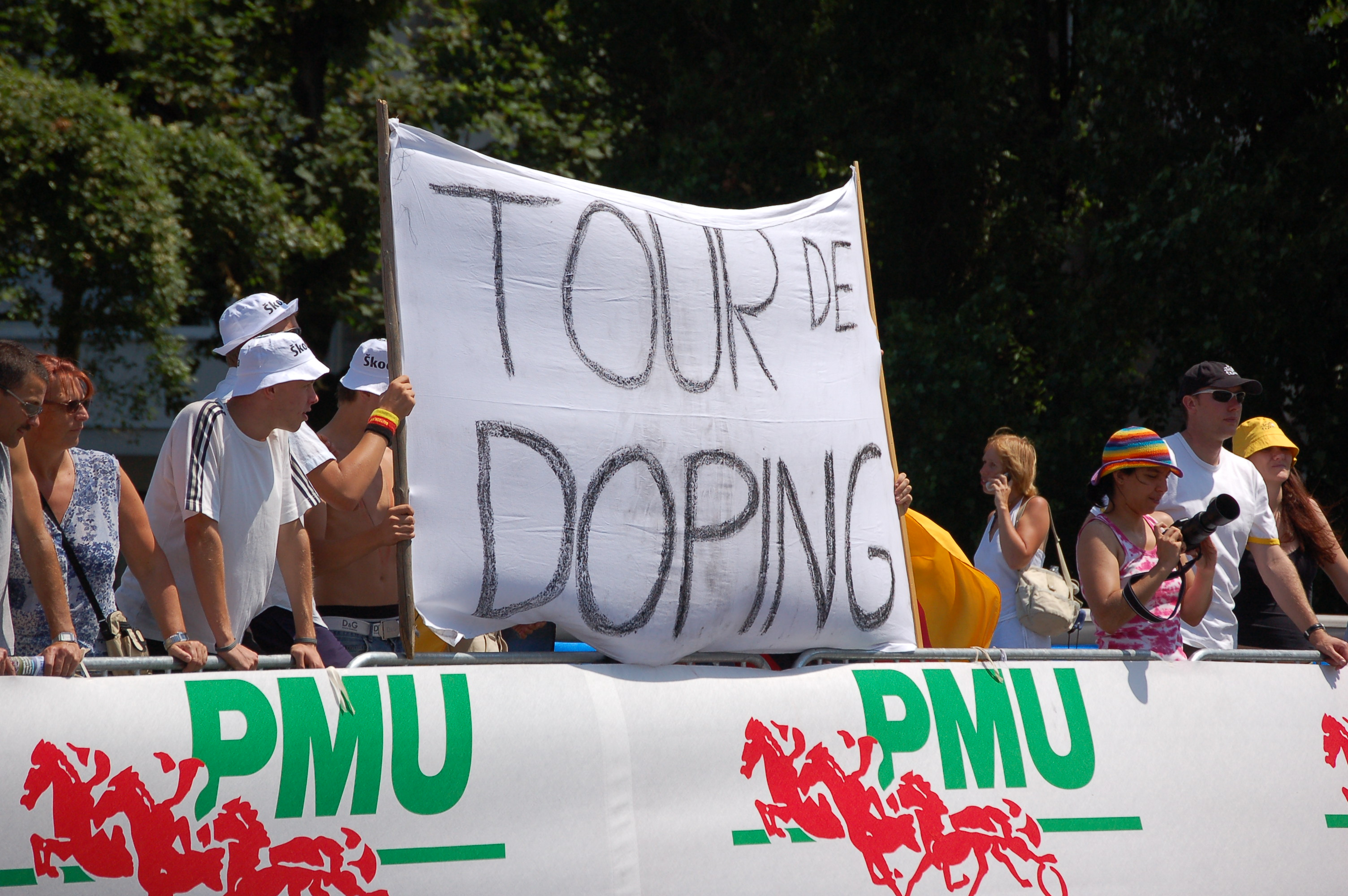
Toeschouwers tonen hun ongenoegen over de Operación Puerto-dopingzaak tijdens de Ronde van Frankrijk 2006

In 1998 werd, voor aanvang van de Tour, verzorger Willy Voet van de Festina-ploeg betrapt met grote hoeveelheden epo in zijn auto. Er werd streng gecontroleerd en de Nederlandse ploeg TVM, de Franse ploeg Festina en alle Spaanse teams werden uit de Tour gezet. Ploegleider Cees Priem van TVM belandde in de gevangenis. Vanwege het harde optreden van de Franse justitie was er halverwege de zeventiende etappe een rennersstaking waarbij alle renners hun rugnummers verwijderden. Slechts 96 van de 189 gestarte renners behalen de eindstreep in Parijs. Vanwege deze perikelen kreeg deze Tour de bijnaam "Le Tour Noir" of "Le Tour Dopage".
In mei 2006 werd er bekendgemaakt dat er een dopingschandaal was in Spanje, waar niet alleen Spaanse renners maar ook renners uit Italië, Frankrijk en Duitsland bij betrokken waren. Het begon bij de Spaanse ploeg Liberty Seguros waar teamleider Manolo Saiz en arts Eufemiano Fuentes er van worden verdacht betrokken te zijn bij een dopingzaak. Fuentes zou te maken hebben gehad met veel grote renners. Liberty verdween als geldschieter voor de ploeg en bedrijven uit de hoofdstad van Kazachstan, Astana, besloten de ploeg te gaan sponsoren, waarna de naam veranderde in Astana-Würth. De bazen van de Tour de France wilden Astana-Würth (de ploeg van een van de favorieten van dat jaar: Aleksandr Vinokoerov) uitsluiten van deelname maar Astana ging daar tegenin en kreeg gelijk van de sportcommissie CAS. Een dag voor de start werd er een lijstje van 35 renners openbaar gemaakt (waarvan er negen op de startlijst van de Tour stonden) en spraken de ploegleiders af om alle namen op de lijst uit hun ploeg direct op non-actief te stellen. Op het lijstje stond een aantal grote namen, onder wie Tour de France-winnaar van 1997 Jan Ullrich, zijn teamgenoot Óscar Sevilla, de nummer 2 in de Tour van 2005 Ivan Basso, Francisco Mancebo, Joseba Beloki en bijna alle renners van de Spaanse ploeg Comunidad Valenciana. Aangezien uit de ploeg van Astana-Würth vijf mensen niet van start mochten gaan, betekent dit dat de ploeg minder dan zes renners overhield en derhalve toch niet in de Tour mocht starten.
De Tour van 2006 werd uiteindelijk gewonnen door Floyd Landis, die na een inzinking in de 16e etappe zich herstelde in de 17e etappe en in de laatste tijdrit de ronde besliste. Vier dagen na de Tour, nadat Landis niet kwam opdagen bij de Acht van Chaam en onbereikbaar was, werd ontdekt dat hij doping had gebruikt. Op 11 mei 2007 werd hij geschrapt als Tourwinnaar.
Na verschillende incidenten betreffende dopinggebruik maakt Christian Prudhomme op 27 juli 2007 bekend dat hij tijdens de volgende Ronde van Frankrijk niet meer samenwerkt met het UCI. In 2008 stopte de Tourdirectie vanwege ruzie de samenwerking met de UCI en werkte tijdens de editie van dat jaar samen met het WADA (Wereldantidopingagentschap) en de Franse dopinginstanties. In 2009, toen het conflict tussen ASO en UCI weer was bijgelegd, nam de UCI de dopingcontroles weer voor zijn rekening. De Ronde van Frankrijk 2011 maakte deel uit van de eerste editie van de UCI World Tour.
Op 6 februari 2012 werd Alberto Contador geschorst voor 2 jaar. Hij verloor zijn overwinning aan de Luxemburger Andy Schleck. Zijn broer Fränk Schleck werd dat jaar vanwege doping uit de Tour gezet.
Op 24 augustus 2012 werd Lance Armstrong door de USADA voor het leven geschorst omdat hij de spil was in een groot dopingschandaal. Deze schorsing werd in oktober 2012 overgenomen door het UCI en zijn Touroverwinningen moest hij inleveren.

### De Tour de France in cijfers

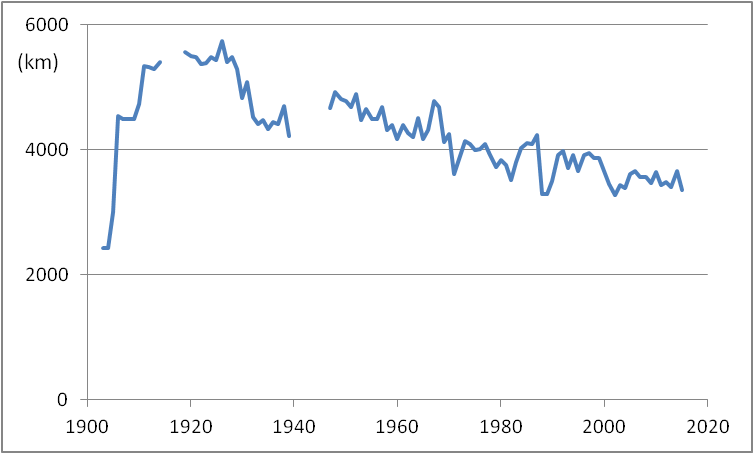
Vanaf 1926 neemt de totale lengte van de Tour voortdurend af

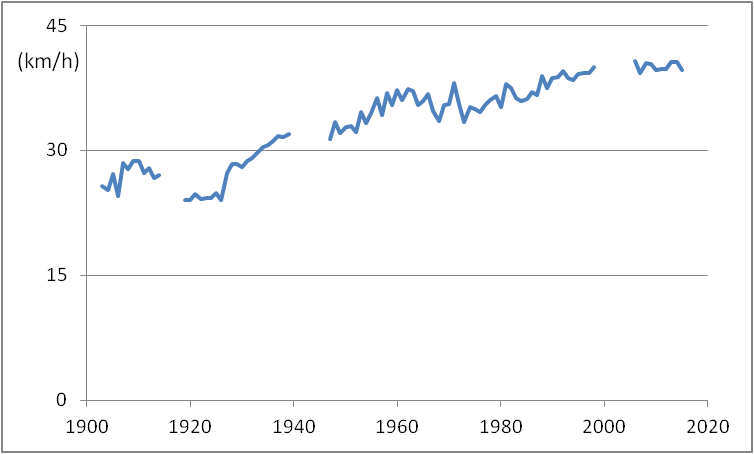
Ontwikkeling van de gemiddelde snelheid van de Tourwinnaar

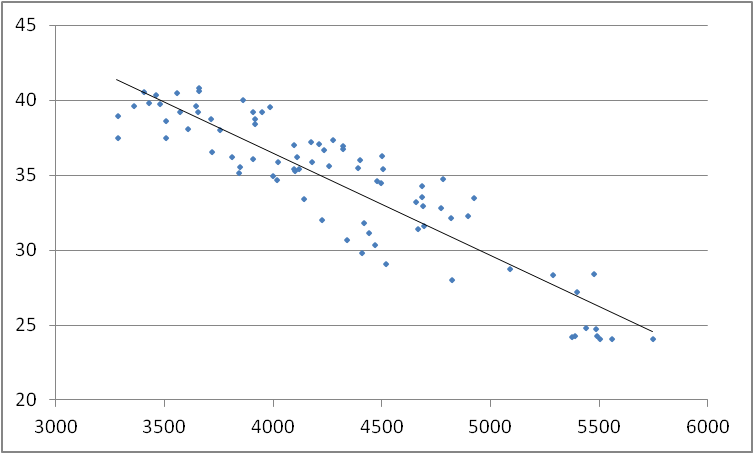
De snelheid van de Tourwinnaar is over de jaren heen omgekeerd evenredig met de lengte van de Tour (gemeten vanaf 1919)

De eerste Ronde van Frankrijk werd in 1903 gereden en was met een lengte van 2428 km zelfs naar de huidige maatstaven kort te noemen. Die Tour bestond uit 6 etappes met een uitermate grote etappeafstand van gemiddeld 405 km. De gemiddelde snelheid van de winnaar was 26 km/h; langzaam maar het was niet de langzaamste Tour ooit, want dat werd die van 1919 met slechts 24 km/h. De tweede Tour werd over hetzelfde parcours gereden en leverde ook vrijwel dezelfde gemiddelde snelheid op.
In 1903 en 1904 werden de tijden in tienden van seconden berekend met het gevolg dat renners soms bijtellingen kregen van 1 of 2 seconden. Vanaf 1905 t/m 1912 besluit de Tourorganisatie een klassement op te stellen met punten in plaats van tijden.
Met ingang van 1905 werd echter een parcours gekozen dat zich aan de buitengrenzen van Frankrijk bevond zodat de renners daadwerkelijk een rondje Frankrijk reden. De lengte van de Tour steeg daardoor en is tot en met 1970 nooit minder dan 4000 km geweest. De langste Tour ooit was die van 1926 met 5745 km Tourlengte. Die winnaar zat toen 239 uur op het zadel. De gemiddelde etappelengte was door het toegenomen aantal etappes niet meer zo bizar groot als in de eerste twee jaar, maar bedroeg tot 1927 meestal toch nog tussen de 300 en 370 km. Daarna besloot men om de etappelengte terug te brengen tot zo'n 250 km, en in de loop der tijd daalde die lengte gestaag verder naar zo'n 170 km per dag gemiddeld.
Vanaf 1927 heeft de Tour het karakter gekregen zoals we dat nu nog kennen, namelijk circa 20 etappes van circa 200 km over een totale lengte van circa 4000 km, waarbij echter wel een trend waarneembaar is van een steeds kortere Tour. Afgezien van de eerste twee Tours (1903 en 1904) is die van 1989 met 3285 km de kortste geweest. 1988 was de Tour met de kortste etappes, gemiddeld 149 km, en 1987 met de meeste etappes, namelijk 25 stuks.
De snelheid van de winnaar is in de loop der jaren gestegen en hoewel dat kan worden toegeschreven aan de professionalisering van de sporter, beter materiaal en doping, is de lengte van de Tour ook een bepalende factor; er is een zekere correlatie zichtbaar tussen de lengte van de Tour en de gemiddelde snelheid van de winnaar. In 1927, de eerste zogezegd normale Tour, reed de winnaar de Tour uit met een snelheid van 27 km/h. Tegenwoordig rijdt de winnaar ongeveer 40 km/h. In 2022 werd de tot nu toe snelste Tour gereden, 42 km/h.
De Tour is niet altijd gereden; de Eerste en Tweede Wereldoorlog waren daar debet aan. Van 1915 t/m 1918 en 1940 t/m 1946 werd er geen Tour georganiseerd. Van 1999 t/m 2005 werd de Tour wel gereden maar werd vanwege vals spel de winnaar achteraf uit de uitslag geschrapt. Er werden geen nieuwe winnaars aangeduid. 
In 2020 was het wegens het coronavirus onzeker of de Tour zou doorgaan; uiteindelijk werd besloten tot uitstel van circa twee maanden.
In 2024 eindigde de Tour voor het eerst niet in Parijs maar in Nice. De reden voor deze aanpassing waren de Olympische Zomerspelen in Parijs.
Op 27 juli 2025 vierde de slotetappe van de Tour de 50e verjaardag van de finish op de Champs-Élysées met een unieke passage over de Butte Montmartre.

## Klassementen
De Tour heeft diverse uitdagingen. Behalve de strijd om het eindklassement (gele trui) strijden de renners en wielerploegen om de punten die er iedere etappe te verdienen zijn. De renner met het hoogste totaal aantal punten in een bepaald klassement mag de volgende etappe in de trui rijden met een bepaalde kleur of print. Er zijn tevens flinke geldbedragen te winnen met de verschillende klassementen.
- Algemeen klassement - gele trui: kortste totale tijd over alle etappes
- Puntenklassement - groene trui: punten worden gescoord doorheen de etappe en aan de finish bij een vlakke etappe zijn er meer punten te verdienen aan de finish dan bij een heuvel of bergetappe.Vanaf 2023 donkergroen.
- Bergklassement - bolletjestrui: punten worden gescoord op de top van de diverse beklimmingen
- Jongerenklassement - witte trui: hoogst genoteerde renner in het algemeen klassement onder een bepaalde leeftijd (meestal 25 jaar)
- Prijs van de strijdlust - rood rugnummer, vanaf 2023 beige/"gouden" rugnummer[3]: een jury kijkt dagelijks wie die dag het meest aanvallend heeft gereden, en kent op basis daarvan punten toe. Dit moet niet verward worden met de rode lantaarn, dat is een niet-officiële term voor degene die als laatste in het klassement staat.
- Ploegenklassement - elke dag worden de tijden van de drie eerste rijders van elk team opgeteld. De leidende ploeg is tegenwoordig herkenbaar aan gele rugnummers en eventueel gele helmen, omdat de aloude gele petjes niet meer zichtbaar zijn door de helm of überhaupt niet meer worden gedragen door de renners.

In het verleden zijn er nog verscheidene andere klassementen opgemaakt die inmiddels zijn afgeschaft. Voorbeelden zijn de rode trui () voor de tussensprints en de lapjestrui () voor het combinatieklassement. Ook bestond er een ploegenpuntenklassement; de ploeg die daarin aan de leiding stond droeg gele petjes en later ook zwarte nummers van de wielrenners op een gele achtergrond.

### Gele trui
De gele trui wordt gedragen door de renner die over alle verreden etappes de snelste tijd heeft. In 2008 zijn de bonificatieseconden afgeschaft en in 2015 weer ingevoerd. Degene die de trui na de laatste etappe mag aantrekken, is de winnaar van de ronde van Frankrijk.
De gele trui werd voor het eerst ingevoerd in 1919 en werd als eerste gedragen door de Fransman Eugène Christophe. De kleur werd gekozen als referentie naar het gele papier waarop de organiserende krant, L'Auto, gedrukt werd.

### Groene trui
De groene trui wordt gedragen door de renner die in de aangegeven tussensprints en op de meet de meeste punten heeft verzameld. Op de meet kunnen punten worden behaald op basis van de klassering in de etappe en de zwaarte van de etappe. In de proloog en in alle etappes kunnen punten worden behaald. Alleen in de ploegentijdrit zijn geen punten voor de groene trui te verdienen. De groene trui werd ingevoerd in 1953 naar aanleiding van de vijftigste  verjaardag van de Ronde van Frankrijk. De trui was in 1968 rood op verzoek van de sponsor van het puntenklassement dat jaar.

### Bolletjestrui
De bolletjestrui wordt gedragen door de leider van het bergklassement, de trui werd pas in 1975 geïntroduceerd. Op de top van elke berg zijn punten te verdienen. De bergen zijn onderverdeeld in vijf categorieën waarbij "HC" (hors catégorie = buitencategorie) de moeilijkste is en de "4e catégorie" de makkelijkste. Het spreekt voor zich dat HC de meeste punten oplevert en de vierde categorie de minste. Hieronder volgt een overzicht van de punten. Sinds 2004 worden de punten van de laatste beklimming van een etappe verdubbeld als het een tweede, eerste of buitencategorie beklimming betreft. Bij een ritaankomst bergop worden de punten op de aankomstberg verdubbeld. Vanaf 2007 worden ook de punten voor een col van 2de, 1ste of buitencategorie verdubbeld, indien dit de laatste beklimming van de dag betreft.

### Witte trui
De witte trui wordt gedragen door de beste geklasseerde renner in het algemeen klassement die jonger is dan 25 en werd in 1975 ingevoerd. Hierbij geldt de leeftijd op 1 januari van het jaar. De witte trui werd overgenomen van voorheen het Combinatieklassement.

### Dezelfde leider in verschillende klassementen
Als een renner leider is van meer dan één klassement, draagt hij de trui van het belangrijkste klassement. Daarbij geldt de volgorde: geel, groen, bolletjes, wit.
Bijvoorbeeld: in 1969 won Eddy Merckx zowel de gele, combinatie als groene trui. Tijdens het fietsen droeg hij dus enkel z'n gele trui.
Sinds 1971 draagt in zo'n geval een andere renner (de hoogst geplaatste in het desbetreffende klassement die nog geen leiderstrui draagt) een van de leiderstruien in de volgende etappe. Dit is puur ceremonieel. Deze renner wordt niet gehuldigd en ontvangt geen prijzengeld, dat is behouden aan de daadwerkelijke leider van het betreffende klassement.

## Parcours

### Koersverloop

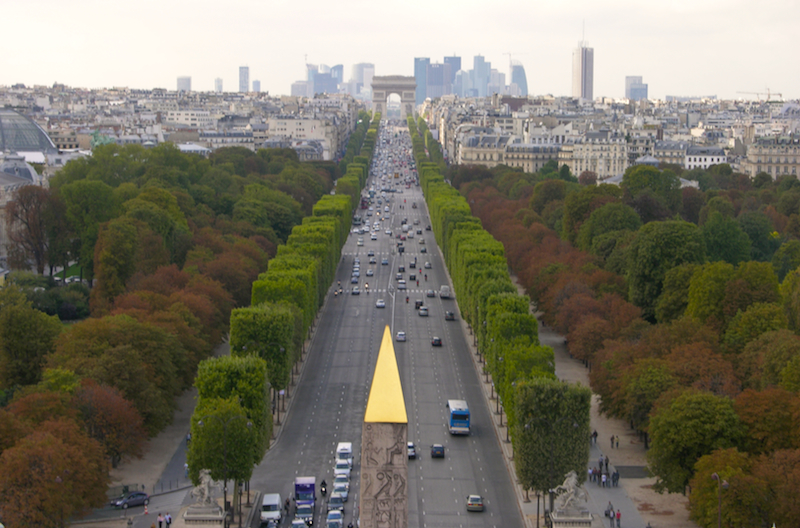
De Avenue des Champs-Élysées in Parijs is de aankomstplaats van de laatste etappe

De Ronde van Frankrijk begint sinds 1967 gewoonlijk met een proloog of een korte individuele tijdrit van meestal 5 à 10 kilometer lang. Aangezien een proloog officieel maximaal 8 kilometer lang kan zijn, wordt een openingstijdrit die langer is aangemerkt als eerste etappe. In 2008 stond op de eerste dag geen korte tijdrit, maar een rit in lijn van 195 km op het programma. Dit was tevens het geval in 2011 met een rit van 191,5 km, en in 2013, toen de Tour op Corsica begon.
Daarna volgen twintig etappes door Frankrijk en omgeving over een totale lengte van ongeveer 3500 km, onderbroken door meestal twee rustdagen. Van oorsprong volgden deze etappes vrij nauwkeurig de landgrenzen van Frankrijk. Anno 2023 worden soms hele windrichtingen ongemoeid gelaten. De start- en aankomstplaatsen, de bergen die worden beklommen, de route en de richting waarin wordt gefietst, verschillen per jaar. Wel komt de slotetappe sinds 1975 aan op de Avenue des Champs-Élysées in Parijs. In het jaar 2024 eindigde de ronde bij uitzondering eenmalig in Nice, omdat de Olympische Spelen dat jaar in Parijs werden gehouden. Het binnenhalen van een start- of aankomstplaats in de Tour kost relatief veel geld. In ruil daarvoor krijgt de organiserende stad of gemeente een grotere naamsbekendheid.
In de eerste etappes zijn het meestal sprinters, soms aanvallers, die met de dagzege aan de haal gaan. Na ongeveer een week volgen de zwaardere etappes in de Pyreneeën en de Alpen, die een belangrijke rol spelen in de vorming van het klassement. De volgorde waarin deze twee gebergten worden aangedaan, verschilt per jaar en ertussen worden meestal enkele vlakke of heuvelachtige 'overgangsetappes' verreden. In de drie weken durende Tour worden daarnaast enkele individuele tijdritten verreden. Vaak wordt de laatste (soms beslissende) tijdrit verreden op de laatste zaterdag van de Tour. Met enige regelmaat, zoals in 2005, 2009, 2011 en 2015, staat er een ploegentijdrit op het programma.

### Bekende beklimmingen

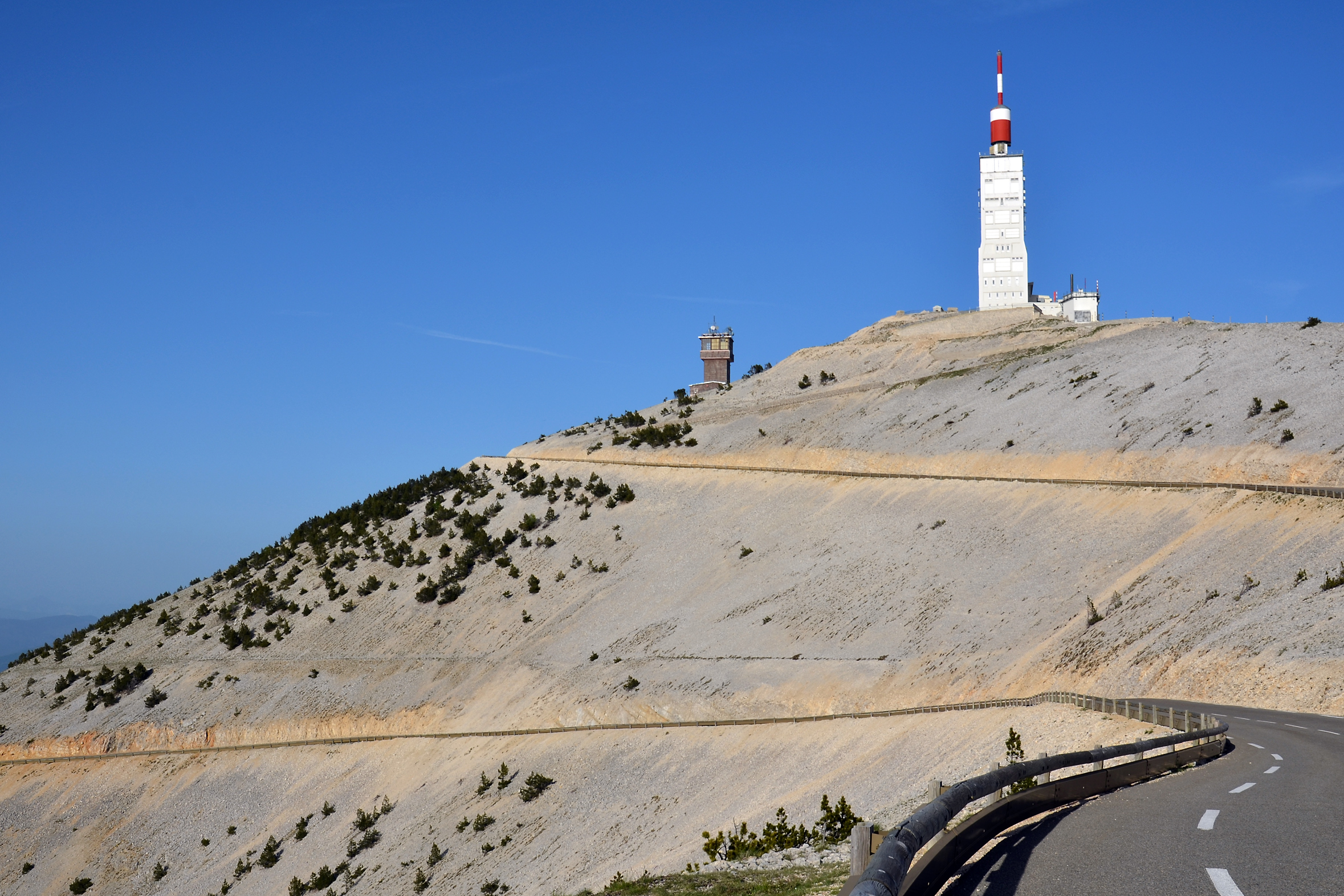
De top van de Mont Ventoux

Het algemeen klassement wordt in de Ronde van Frankrijk naast de tijdritten grotendeels gevormd in het hooggebergte. Bergetappes vinden voornamelijk plaats in de Alpen en Pyreneeën, maar soms ook in de Vogezen en het Centraal Massief. Er zijn 27 beklimmingen in de Tourgeschiedenis met een hoogte van meer dan 2000 meter. De hoogste pas is de Col de la Bonette (2802 m), gevolgd door de Col de l'Iséran (2770 m) en de Col Agnel (2744 m).
Een aantal zware beklimmingen is regelmatig in het parcours van de Ronde van Frankrijk opgenomen en heeft in de wielersport een mythische status verworven. De Col du Tourmalet in de Pyreneeën was in 1910 voor het eerst in het parcours opgenomen en is inmiddels al 74 keer  beklommen. Een jaar na de eerste opname van de Tourmalet werd voor het eerst de Col du Galibier beklommen, in de Alpen. In 2011 werd de Col du Galibier twee keer beklommen vanwege de honderdste verjaardag van deze Col. In dat jaar lag eenmaal de finish boven op de Galibier op 2645 meter, de hoogste finishplaats ooit in de Tour. In de Alpen bevindt zich ook het skistation en aankomstplaats l'Alpe d'Huez. De berg werd in 1952 voor het eerst beklommen en is bekend om haar 21 bochten die de renners naar een hoogte van 1850 meter voeren. In de Provence bevindt zich de Mont Ventoux (1909 m) en hoewel deze berg nog maar enkele keren in de Tour is opgenomen is het een van de bekendste en zwaarste beklimmingen in de ronde. De berg is bekend om het kale 'maanlandschap' en ook de dood van Tom Simpson in 1967 op de flanken van de Ventoux heeft bijgedragen aan de mythische status van de berg.
Enkele andere beklimmingen in de Tour zijn de Col d'Aubisque, die reeds 68 keer werd beklommen, en de Puy de Dôme. Op de laatste berg kwam de Tour dertien keer aan, maar er werden enkele legendarische gevechten geleverd, zoals tussen Anquetil en Poulidor in 1964. Vanwege logistieke problemen keerde de Puy de Dôme na een afwezigheid van 35 jaar pas in 2023 weer terug in het parcours.

### Buitenland
Al sinds de eerste jaren van de Ronde van Frankrijk worden soms de Franse landgrenzen overschreden. Dat was voor het eerst het geval in de editie van 1906, toen de ronde in één jaar de buurlanden Duitsland, Italië en Spanje aandeed. In de Ronde van Frankrijk 1947, de eerste naoorlogse, werd voor de eerste keer België aangedaan met Brussel als aankomstplaats van de tweede etappe. In 1969 was Nederland voor het eerst de aankomstplaats voor een Touretappe; de Belg Julien Stevens won de etappe met aankomst in Maastricht.
In de Ronde van Frankrijk 1992 werden met aankomst- en startplaatsen in de landen Frankrijk, Spanje, België, Nederland, Duitsland, Luxemburg en Italië voor het eerst in de geschiedenis zeven landen aangedaan tijdens één Tour.
Met name na 2000 is de Ronde van Frankrijk vaak in het buitenland van start gegaan, om vaak na enkele etappes in Frankrijk uit te komen. De volgende landen en steden in het buitenland mochten de Tourstart ("Le Grand Départ") organiseren:
- Nederland (6): Amsterdam (1954), Scheveningen (1973), Leiden (1978), 's-Hertogenbosch (1996), Rotterdam (2010) en Utrecht (2015)
- België (5): Brussel (1958 en 2019), Charleroi (1975) en Luik (2004 en 2012)
- Duitsland (4): Keulen (1965), Frankfurt am Main (1980), West-Berlijn (1987) en Düsseldorf (2017)
- Spanje (3): San Sebastián (1992), Bilbao (2023) en Barcelona (2026)
- Verenigd Koninkrijk (3): Londen (2007), Leeds (2014) en Edinburgh (2027)
- Luxemburg (2): Luxemburg (1989 en 2002)
- Denemarken (1): Kopenhagen (2022)
- Ierland (1): Dublin (1998)
- Italië (1): Florence (2024)
- Monaco (1): Monte Carlo (2009)
- Zwitserland (1): Bazel (1982)

## Regels
Hieronder komen de regels die gelden sinds 2004.

### Winst
De eerste renner die over de aankomstlijn rijdt in een gewone etappe, wint de rit, op voorwaarde dat hij geen onrechtmatige sprint heeft gereden of anderen gehinderd heeft. Hij kan hierdoor worden gedeclasseerd. In individuele tijdritten wint de renner die de snelste tijd over een bepaalde afstand neerzet. De ploegentijdrit heeft geen individuele renner als winnaar. Hiermee kan alleen een ploeg winnen. Als tijd geldt de tijd van de vijfde renner van de ploeg.

### Tijdslimiet
Bij alle etappes, met uitzondering van de proloog, geldt een tijdslimiet.
De etappes zijn onderverdeeld in zes categorieën. Dit zijn vier soorten gewone etappes:
1. etappe zonder moeilijkheden
2. etappe met gemiddelde moeilijkheid
3. etappe met grote moeilijkheden
4. korte etappe

en de individuele tijdritten en de ploegentijdrit. De tijdslimiet is afhankelijk van de categorie en van de gemiddelde snelheid van een etappe en bedraagt een percentage van de winnende tijd. Als deze door een of meer renners wordt overschreden, worden deze renners gediskwalificeerd en mogen ze niet meer deelnemen aan de overige etappes.
Welke snelheid (in kilometers per uur) bij welk percentage hoort bij welke categorie.
| tijdslimiet | c1     | c2     | c3     | c4     | IT                    | PT                    |
| ----------- | ------ | ------ | ------ | ------ | --------------------- | --------------------- |
| 4%          | ≤36    | -      | -      | -      | -                     | -                     |
| 5%          | >36-38 | -      | -      | -      | -                     | -                     |
| 6%          | >38-40 | ≤35    | -      | -      | -                     | -                     |
| 7%          | >40-42 | >35-36 | ≤30    | -      | -                     | -                     |
| 8%          | >42-44 | >36-37 | >30-31 | -      | -                     | -                     |
| 9%          | >44-46 | >37-38 | >31-32 | ≤30    | -                     | -                     |
| 10%         | >46-48 | >38-39 | >32-33 | >30-31 | -                     | -                     |
| 11%         | >48-50 | >39-40 | >33-34 | >31-32 | -                     | -                     |
| 12%         | >50    | >40-41 | >34-35 | >32-33 | -                     | -                     |
| 13%         | -      | >41-42 | >35-36 | >33-34 | -                     | -                     |
| 14%         | -      | >42-43 | >36-37 | >34-35 | -                     | -                     |
| 15%         | -      | >43-44 | >37-38 | >35-36 | -                     | -                     |
| 16%         | -      | >44-45 | >38-39 | >36-37 | -                     | -                     |
| 17%         | -      | >45-46 | >39-40 | >37-38 | -                     | -                     |
| 18%         | -      | >46    | >40    | >38-39 | -                     | -                     |
| 19%         | -      | -      | -      | >39-40 | -                     | -                     |
| 20%         | -      | -      | -      | >40    | -                     | -                     |
| 25%         | -      | -      | -      | -      | snelheidonafhankelijk | snelheidonafhankelijk |

c = categorie, IT = Individuele tijdrit en PT = ploegentijdrit
Als het aantal uitvallers door de tijdslimiet meer dan 20% van de deelnemers bedraagt, kan de jury besluiten tot het wijzigen van de tijdslimiet. Dit gebeurde in de 8e etappe van de Tour van 2001, toen het peloton ruim buiten de tijdlimiet binnenkwam (op zo'n 35 minuten achterstand van de kopgroep) waarop de jury de tijdslimiet rekte waardoor alle renners de volgende etappe weer aan het vertrek mochten komen.
In de editie van 2006 kwam in de 16e etappe naar La Toussuire 54% van de deelnemers buiten de tijdslimiet binnen, waarna de jury ook hier besloot de tijdslimiet te rekken.
Ook in de 18e etappe van de Tour van 2011 werd de tijdslimiet opgerekt, in de rit naar de top van de Galibier kwamen 89 van de 168 renners te laat binnen en werd een generaal pardon door de koersdirectie afgekondigd.

## Lijst van Tourdirecteuren
- 1903-1939 - Henri Desgrange
- 1947-1961 - Jacques Goddet

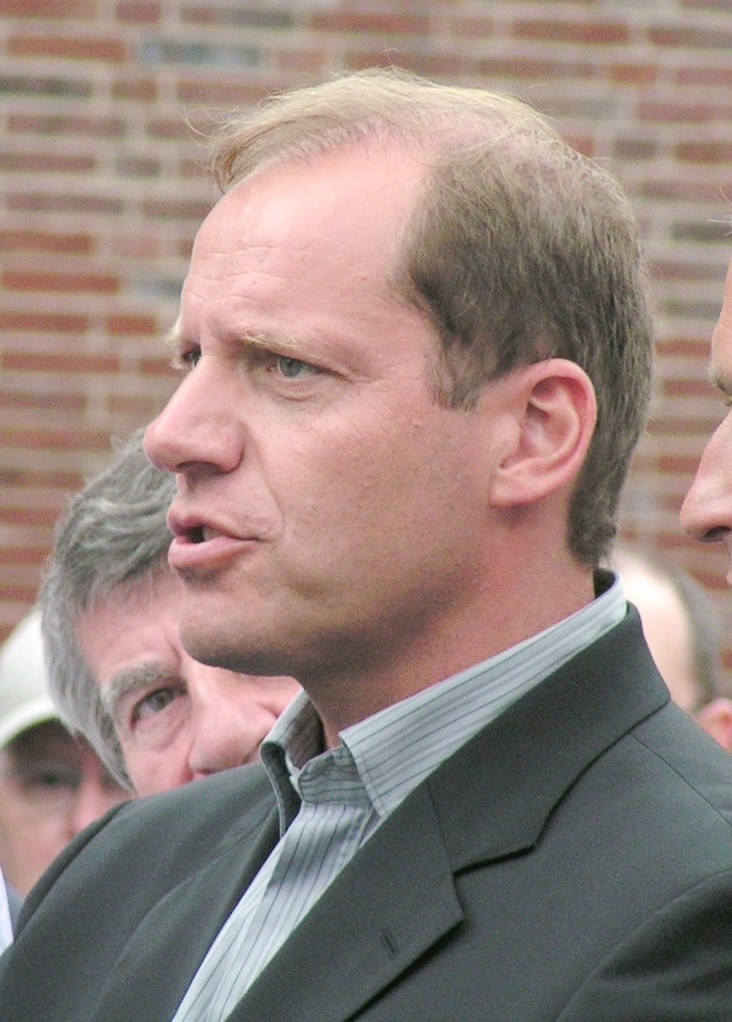
Christian Prudhomme, de huidige Tourdirecteur

- 1962-1986 - Jacques Goddet en Félix Lévitan
- 1987 - Jean-François Naquet-Radiguet en Xavier Louy
- 1988 - Jean-Pierre Courcol en Xavier Louy
- 1989-1993 - Jean-Marie Leblanc en Jean-Pierre Courcol
- 1994-2000 - Jean-Marie Leblanc en Jean-Claude Killy
- 2001-2005 - Jean-Marie Leblanc en Patrice Clerc
- 2006-2012 - Christian Prudhomme en Jean-François Pescheux
- 2013- heden -  Christian Prudhomme en Thierry Gouvenou

## Bekende verliezers
- Maurice Garin was weliswaar winnaar van de eerste Tour in 1903, maar werd in de tweede editie gedeklasseerd omdat hij de trein zou hebben genomen.
- Sylvère Maes uit België verliet in 1937 de Tour toen hij merkte hoe partijdig de jury was. Hij werd door het Franse publiek met stenen bekogeld en kreeg zelfs peper in de ogen gestrooid.
- Fiorenzo Magni verliet in 1950, samen met de andere Italiaanse renners, de Tour vanwege dreigend gedrag van het Franse Tour-publiek.
- Roger Rivière viel in 1960 tijdens de afdaling van de Perjuret, waarbij hij een rugwervel brak. Mislukte nadien in het zakenleven en stierf op 40-jarige leeftijd aan kanker.
- Raymond Poulidor stond tussen 1962 en 1976 acht keer op het podium, maar nooit als winnaar. Hij hield er de bijnaam de eeuwige tweede aan over.
- Luis Ocaña brak in 1971 in de afdaling van de Col de Mente zijn sleutelbeen en moest in het geel de Tour verlaten. In 1973 won hij bij verstek van Eddy Merckx alsnog.
- Hennie Kuiper haalde het telkens net niet. In 1977 was hij tweede achter Bernard Thévenet, die later toegaf die ronde doping te hebben gebruikt. In 1978 stond hij na een gewonnen bergrit derde in het klassement en ging hij een dag later opnieuw in de aanval. Hij kwam ten val in de afdaling van de Col du Granier, brak een sleutelbeen en moest opgeven. In 1980 werd hij tweede achter Joop Zoetemelk.
- Michel Pollentier werd in 1978 als leider in het klassement uit de Tour gezet nadat hij op Alpe d'Huez de doping-controleurs om de tuin probeerde te leiden.
- Laurent Fignon verloor in 1989 door een steenpuist in de afsluitende tijdrit het geel alsnog aan Greg LeMond met acht seconden verschil. Wel had hij de Tour in 1983 en 1984 al gewonnen.
- Erik Breukink was in 1991 kansrijk voor een hoge klassering, maar moest, met zijn teamgenoten van PDM, de Tour verlaten nadat teamarts Sanders een bedorven voedingssupplement (Intralipid) had toegediend.
- Hoewel Jan Ullrich eenmaal de Tour won, in 1997, werd hij vijfmaal tweede: in 1996, 1998, 2000, 2001 en 2003.
- Lance Armstrong moest zijn 7 Touroverwinningen van 1999 tot 2005 inleveren omdat hij schuldig werd bevonden aan het gebruik van doping. Er werden geen nieuwe winnaars aangewezen.
- Joseba Beloki kwam in 2003 zwaar ten val tijdens een afdaling in de 9e etappe, De oorzaak van de valpartij was smeltend asfalt ten gevolge van de hitte. Lance Armstrong, in het geel, wist hem nog net te ontwijken en sneed een stuk van het parcours af door een akker. Sinds deze val heeft Beloki nooit meer zijn oude niveau kunnen halen. Uiteindelijk stopte hij in 2007 met wielrennen.
- Floyd Landis werd in 2006 gediskwalificeerd vanwege dopinggebruik.
- Andreas Klöden werd in 2006, doordat Floyd Landis werd gediskwalificeerd, 2de achter Óscar Pereiro op slechts 32 seconden achterstand. Wat de zaak voor Klöden extra zuur maakte is dat Pereiro zijn overwinning mede te danken had aan een lange ontsnapping die een half uur voorsprong cadeau kreeg van het peloton.
- Michael Rasmussen werd in 2007 door zijn ploeg de Rabobank vanwege misleiding uit de ronde gehaald, op het moment dat hij stevig in het geel zat.
- Riccardo Riccò had in 2008 al twee etappezeges en de leiding in het jongeren- en bergklassement op zak, toen hij vanwege dopinggebruik werd opgepakt en uit de Tour gezet.
- Andy Schleck werd in 2009, 2010 en in 2011 tweede. Tweemaal achter Alberto Contador en eenmaal achter Cadel Evans. Al is met terugwerkende kracht de zege in 2010 aan hem toegewezen, nadat Contador alsnog wegens dopinggebruik werd gediskwalificeerd.[4]

## Le Tour Féminin
Van 1984 tot en met 1989 werd de race onder de naam Tour de France Féminin (Ronde van Frankrijk voor vrouwen) gehouden, op dezelfde dagen en over hetzelfde parcours als de mannen. Directeur Jean-Marie Leblanc besloot de wedstrijd na 1989 te stoppen omdat het volgens hem economisch niet rendabel was. De wedstrijd werd vanaf 1990 niet meer gelijk met de Tour verreden en heette tot en met 1993 Tour de la CEE féminin. Vanaf 1998 heette de race La Grande Boucle Féminine Internationale of kortweg Le Tour Féminin). De Nederlandse Leontien van Moorsel won de race in 1992 en 1993. Van 2014 tot en met 2021 werd tijdens de Ronde van Frankrijk een eendaagse wedstrijd voor vrouwen (La Course) georganiseerd door de ASO. Vanaf 2022 is er weer een meerdaagse etappekoers onder de naam Tour de France Femmes.

## Lijst van winnaars

### Meervoudige winnaars
Renners in het cursief gedrukt zijn renners die nu nog actief zijn.
| Overwinningen | Renner              | Land                | Jaren                        |
| ------------- | ------------------- | ------------------- | ---------------------------- |
| 5             | Jacques Anquetil    | Frankrijk           | 1957, 1961, 1962, 1963, 1964 |
| 5             | Eddy Merckx         | België              | 1969, 1970, 1971, 1972, 1974 |
| 5             | Bernard Hinault     | Frankrijk           | 1978, 1979, 1981, 1982, 1985 |
| 5             | Miguel Indurain     | Spanje              | 1991, 1992, 1993, 1994, 1995 |
| 4             | Chris Froome        | Verenigd Koninkrijk | 2013, 2015, 2016, 2017       |
| 4             | Tadej Pogačar       | Slovenië            | 2020, 2021, 2024, 2025       |
| 3             | Philippe Thys       | België              | 1913, 1914, 1920             |
| 3             | Louison Bobet       | Frankrijk           | 1953, 1954, 1955             |
| 3             | Greg LeMond         | Verenigde Staten    | 1986, 1989, 1990             |
| 2             | Lucien Petit-Breton | Frankrijk           | 1907, 1908                   |
| 2             | Firmin Lambot       | België              | 1919, 1922                   |
| 2             | Ottavio Bottecchia  | Italië              | 1924, 1925                   |
| 2             | Nicolas Frantz      | Luxemburg           | 1927, 1928                   |
| 2             | André Leducq        | Frankrijk           | 1930, 1932                   |
| 2             | Antonin Magne       | Frankrijk           | 1931, 1934                   |
| 2             | Sylvère Maes        | België              | 1936, 1939                   |
| 2             | Gino Bartali        | Italië              | 1938, 1948                   |
| 2             | Fausto Coppi        | Italië              | 1949, 1952                   |
| 2             | Bernard Thévenet    | Frankrijk           | 1975, 1977                   |
| 2             | Laurent Fignon      | Frankrijk           | 1983, 1984                   |
| 2             | Alberto Contador    | Spanje              | 2007, 2009                   |
| 2             | Jonas Vingegaard    | Denemarken          | 2022, 2023                   |

### Overwinningen per land
| Overwinningen | Land                                    |
| ------------- | --------------------------------------- |
| 36            | Frankrijk                               |
| 18            | België                                  |
| 12            | Spanje                                  |
| 10            | Italië                                  |
| 6             | Verenigd Koninkrijk                     |
| 5             | Luxemburg                               |
| 4             | Slovenië                                |
| 3             | Denemarken, Verenigde Staten            |
| 2             | Nederland, Zwitserland                  |
| 1             | Australië, Colombia, Duitsland, Ierland |

## Prestaties
| Meeste etappezeges | Meeste etappezeges | Meeste etappezeges | Meeste etappezeges |
| #                  | Wielrenner         | Aantal             | Deelnames          |
| ------------------ | ------------------ | ------------------ | ------------------ |
| 1                  | Mark Cavendish     | 35                 | 15                 |
| 2                  | Eddy Merckx        | 34                 | 7                  |
| 3                  | Bernard Hinault    | 28                 | 8                  |
| 4                  | André Leducq       | 25                 | 14                 |
| 5                  | André Darrigade    | 22                 | 7                  |
| 6                  | Nicolas Frantz     | 20                 | 8                  |
| 7                  | François Faber     | 19                 | 9                  |
| 8                  | Jean Alavoine      | 17                 | 8                  |
| 8                  | Tadej Pogačar      | 17                 | 5                  |
| 9                  | René le Greves     | 16                 | 5                  |
| 9                  | Charles Pélissier  | 16                 | 6                  |
| 9                  | Jacques Anquetil   | 16                 | 8                  |
| 13                 | Freddy Maertens    | 15                 | 3                  |
| 14                 | Marcel Kittel      | 14                 | 6                  |
| 15                 | Philippe Thys      | 13                 | 8                  |
| 15                 | Louis Trousselier  | 13                 | 9                  |

| Meeste etappezeges naar land | Meeste etappezeges naar land | Meeste etappezeges naar land |
| #                            | Land                         | Aantal                       |
| ---------------------------- | ---------------------------- | ---------------------------- |
| 1                            | Frankrijk                    | 716                          |
| 2                            | België                       | 494                          |
| 3                            | Italië                       | 271                          |
| 4                            | Nederland                    | 183                          |
| 5                            | Spanje                       | 131                          |
| 6                            | Duitsland                    | 90                           |
| 7                            | Verenigd Koninkrijk          | 78                           |
| 8                            | Luxemburg                    | 71                           |
| 9                            | Zwitserland                  | 61                           |
| 10                           | Australië                    | 39                           |
| 11                           | Denemarken                   | 29                           |
| 12                           | Colombia                     | 22                           |
| 13                           | Slovenië                     | 21                           |
| 14                           | Verenigde Staten             | 19                           |
| 14                           | Noorwegen                    | 19                           |
| 15                           | Ierland                      | 14                           |
| 16                           | Slowakije                    | 13                           |
| 17                           | Portugal                     | 12                           |
| 19                           | Rusland                      | 11                           |
| 20                           | Oezbekistan                  | 9                            |

## Overleden renners
Drie renners overleden tijdens een editie van de Ronde van Frankrijk door letsel opgelopen tijdens een etappe.
- Op 14 juli 1935 overleed Francisco Cepeda. Door een val in de afdaling van de Col du Galibier in de zevende etappe liep hij een schedelbasisfractuur op. Cepeda overleed enkele dagen later in het ziekenhuis.
- Op 13 juli 1967 overleed Tom Simpson tijdens de beklimming van de Mont Ventoux. Simpson gebruikte amfetamine, een vorm van doping. Het was die middag extreem warm, met temperaturen tot 42 graden Celsius. 1,4 kilometer voor de top viel Simpson van zijn fiets. Zijn sportbestuurder zette hem er weer op, maar Simpson viel opnieuw. Hij raakte bewusteloos, werd met een helikopter naar het ziekenhuis in Avignon gevlogen, maar overleed onderweg. Simpson overleed waarschijnlijk aan een combinatie van doping, hitte en uitputting. Naar aanleiding van dit fatale ongeluk zijn de regels en controle omtrent doping aangescherpt.
- Op 18 juli 1995 overleed Fabio Casartelli tijdens de afdaling van de Col de Portet-d'Aspet in de vijftiende etappe.  Hij reed in een groep die voor het peloton reed, met onder anderen de Belg Johan Museeuw. Op een stuk met een hellingspercentage van 18% kwam Casartelli met zijn hoofd tegen een betonblok, liep zware hoofdwonden op en raakte in coma. Hij werd met een helikopter naar het ziekenhuis van Tarbes gebracht en overleed enkele uren later aan een schedelbasisfractuur. Hij droeg geen helm en dit heeft hem waarschijnlijk het leven gekost. Mede naar aanleiding van dit fatale ongeluk zijn de regels omtrent het dragen van een helm aangescherpt.

Tijdens de Ronde van Frankrijk 1910 overleed de 19-jarige renner Adolphe Helière tijdens een rustdag. De zesde etappe kwam aan in Nice. Helière deed tegen alle verwachtingen nog steeds mee, maar arriveerde wel pas tien uur na de winnaar. De dag erna, een rustdag, ging hij met veel andere renners in de zee zwemmen, maar hij kwam nooit meer boven water. Over de reden van zijn verdrinking gaan veel theorieën, van een kwallenbeet tot uitputting.